# Carme Fiol i Costa
Carme Fiol i Costa (Barcelona, 17 d'octubre de 1956) és una arquitecta, paisatgista i dissenyadora catalana.
Graduada en Arquitectura per l'ETSAB l'any 1981 i màster d'Arquitectura i Disseny d'Edificis a la Universitat de Colúmbia de Nova York l'any 1986. El 2007 va obtenir el títol de Doctora Europea per la Universitat Politècnica de Catalunya.
De 1993 a 2002 va ser professora de Departament d'Urbanisme i Ordenació del Territori de l'ETSAB. El 1997 va ser nomenada membre del jurat del Concurs Impératrice de la Fondation Roi Baudouin de Brussel·les. També ha estat professora a la Facoltà di Architettura de la Universitat de Càller, Itàlia.
Des de 1982 treballa conjuntament amb el seu marit, Andreu Arriola. Sota la firma Arriola-Fiol, entre 1981 i 1988 van treballar al Departament de Projectes Urbans de l'Ajuntament de Barcelona, on van realitzar diferents parcs públics, com el de l'Estació del Nord —en col·laboració amb l'escultora Beverly Pepper— i el Central de Nou Barris. El 1990 van rebre el Premi Prince of Wales de la Universitat Harvard.